# مطار أكياك
مطار أكياك (بالإنجليزية: Akiak Airport) هو مطار عام يقع في أكياك بولاية ألاسكا، الولايات المتحدة. المطار مملوك من قبل ولاية ألاسكا ويخدم المجتمعات المحلية الصغيرة في المنطقة.

## الموقع والمواصفات
يقع المطار على ارتفاع 4 أمتار فوق مستوى سطح البحر، ويضم مدرجًا واحدًا فقط بطول 975 مترًا بسطح من الحصى، ما يجعله مناسبًا للطائرات الصغيرة والمتوسطة التي يمكنها الهبوط على مثل هذه الأسطح.

## الاستخدام
يُستخدم المطار بشكل أساسي للرحلات الداخلية التي تربط أكياك بالمناطق الأخرى في ألاسكا، بما في ذلك نقل الركاب والبضائع والخدمات الطبية الطارئة. يُعتبر المطار شريانًا حيويًا للقرية، نظرًا لعدم وجود طرق برية تربطها بالمدن الكبرى.

## شركات الطيران والوجهات
حتى آخر تحديث، تعمل في المطار شركات طيران إقليمية صغيرة مثل: Ravn Alaska - Grant Aviation
تقدم هذه الشركات رحلات مجدولة إلى وجهات قريبة مثل بيثيل (ألاسكا) وبعض القرى المجاورة.

## إحصاءات حركة الركاب والشحن
- متوسط عدد الركاب السنوي: حوالي 4,000 راكب.
- متوسط الشحن السنوي: أكثر من 200,000 كغم من البضائع، تشمل الإمدادات الغذائية والطبية.
- تعكس هذه الإحصاءات أهمية المطار كمحور أساسي للخدمات الأساسية في المنطقة.